# HD 63513
HD 63513，又名CP-65 806，SAO 249944、HR 3036，是一颗恒星，视星等为6.38，位于銀經278.18，銀緯-19.49，其B1900.0坐标为赤經7h 44m 5.7s，赤緯-65° -19.49′ 41″。